# タイガ・エア
タイガ・エア（英語: Taiga Air、ロシア語: Тайга）はロシアのコミューター航空会社。

## 概要
1998年にアヴィアシェリフ社（ロシア語: Авиационная компания Авиашельф）として設立された。ユジノサハリンスクに拠点を置き、極東ロシア地域において小型機やヘリコプターによる地域輸送を手がけている。

## 保有機材
固定翼機

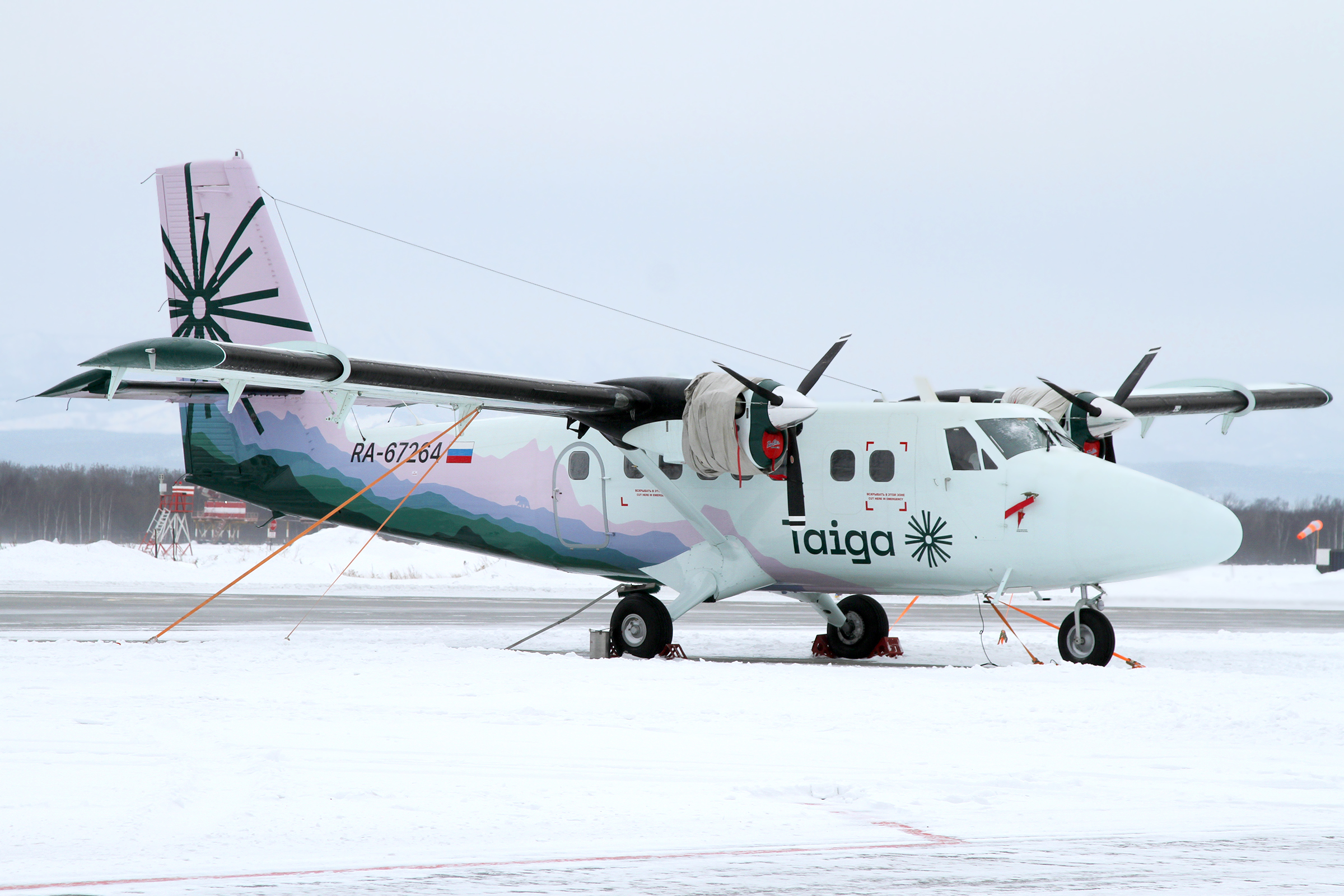
タイガ・エアのDHC-6-400（機体記号:RA-67264）

- バイキング・エア DHC-6-400 - 2機[1]

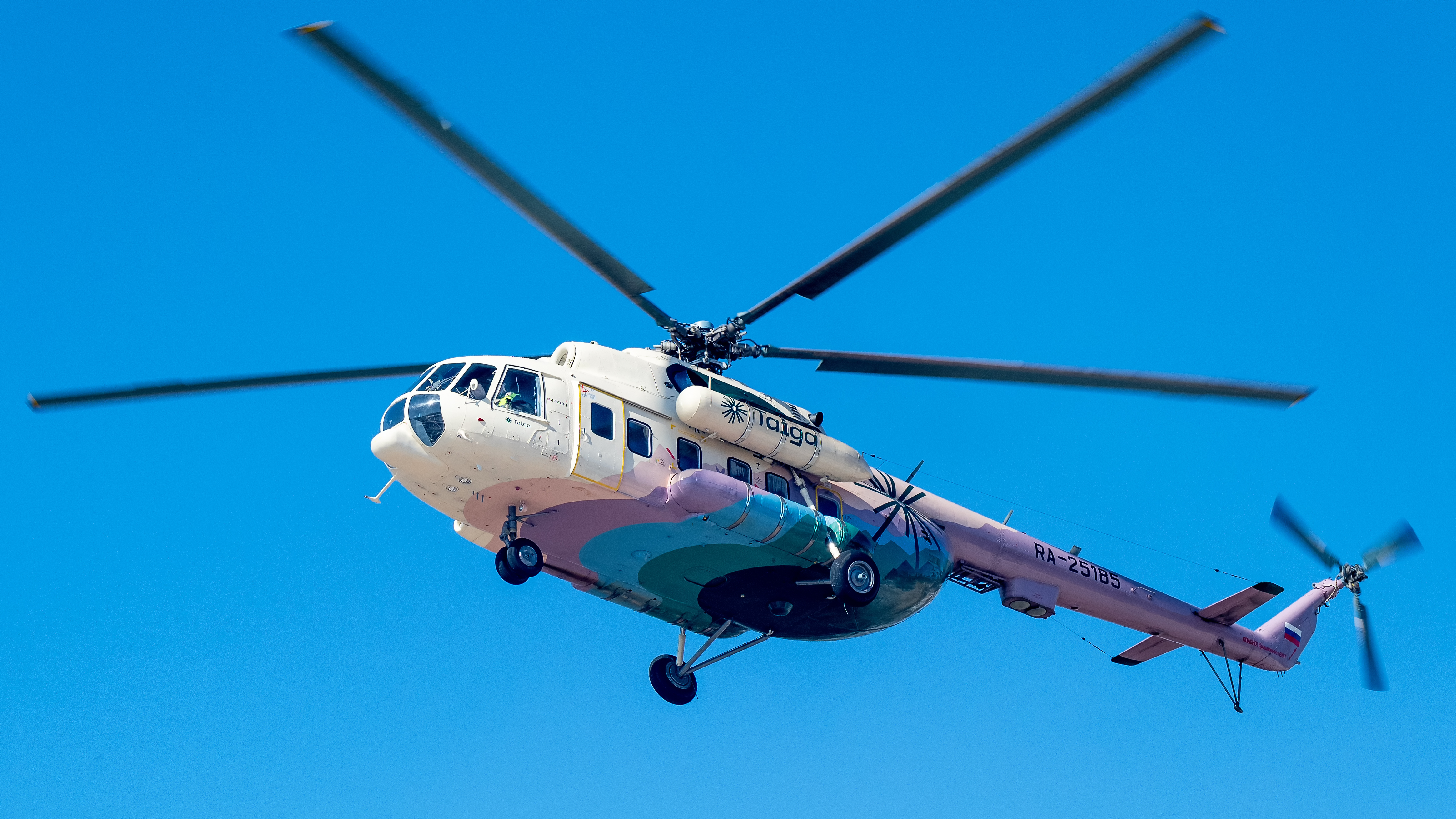
タイガ・エアのMi-8MTV（機体記号:RA-25185）

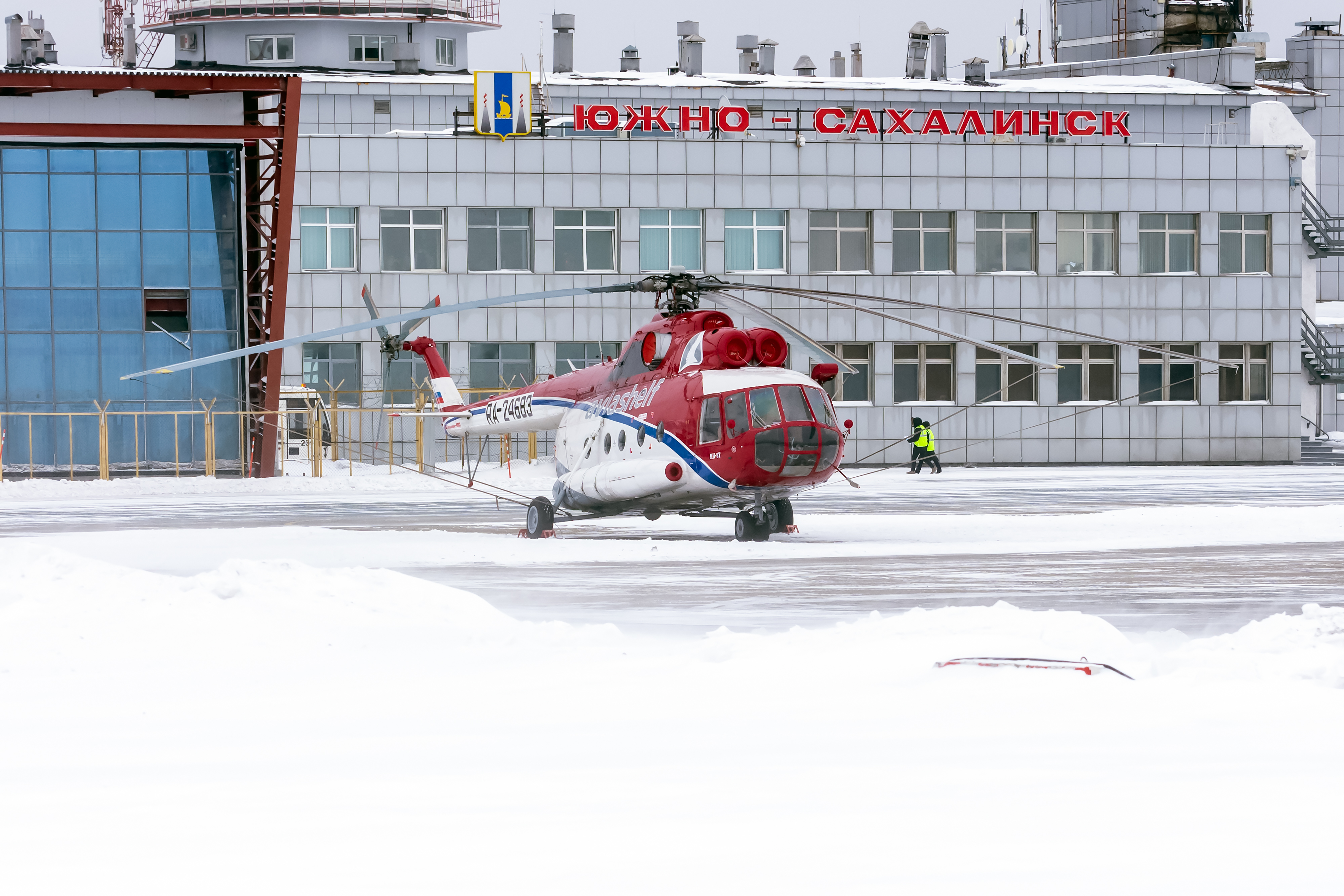
アヴィアシェリフ塗装のMi-8T（機体記号:RA-24683）

回転翼機（ヘリコプター）
- Mi-8T[3]
- Mi-8MTV-1[3]

## 就航地
2023年10月現在の就航地

### 固定翼機（DHC-6）
- ユジノサハリンスク
- シャフチョルスク
- アレクサンドロフスク・サハリンスキー
- ゾナリノエ
- ノグリキ
- ポロナイスク
- スミルヌイフ
- ソヴィエツカヤ・ガヴァニ

### 回転翼機（Mi-8）
- クラボザヴォーツク（穴澗）
- ユジノクリリスク（古釜布）
- クリリスク（紗那）
- エリゾヴォ
- セベロクリリスク
- ニコラエフスク・ナ・アムーレ
- トゥルグ（ロシア語版）
- チュミカン
- ウツコエ（ロシア語版）
- ノグリキ